# Wortnetz (Computerlinguistik)
Ein Wortnetz ist eine Art von semantischem Netz. In einem Wortnetz werden lexikalische Zeichen und Konzepte durch semantische Relationen miteinander verbunden. Der Unterschied zu semantischen Netzen besteht darin,
- dass in Wortnetzen nicht die Beziehung von Instanzen zu Klassen modelliert wird;
- dass die Menge der lexikalisch-semantischen und konzeptuellen Relationen auf die psycholinguistisch interessanten Relationen beschränkt wird.

Bei einem Wortnetz handelt es sich technisch um eine objektrelationale Datenbank.

## Zur Entwicklung von Wortnetzen
Mitte der 1980er Jahre begann ein Team von Psycholinguisten an der Universität Princeton unter der Leitung von George A. Miller mit dem Aufbau eines Wortnetzes der englischen Sprache.
Das Hauptmotiv für den Aufbau einer umfangreichen lexikalischen Ressource lag in der Erwartung, mit Hilfe dieser Daten Theorien über das mentale Lexikon umfassender und damit genauer testen zu können.
Das Wortnetz sollte den Grundwortschatz des Englischen umfassen, sich aber auf die bedeutungstragenden Wortklassen Substantiv, Verb, Adjektiv und Adverb beschränken.
Das Princeton WordNet hat sich damit zu einer lexikalischen Datenbank entwickelt, deren Struktur auf psycholinguistischen Erkenntnissen über den Aufbau des mentalen Lexikons basiert.
Recht schnell wurde das Princeton WordNet als wertvolle lexikalische Ressource für Anwendungen der Computerlinguistik und Sprachtechnologie entdeckt. In der Folge wurden deshalb Wortnetze für zahlreiche weitere Sprachen aufgebaut. Eine Liste der Sprachen, für die Wortnetze existieren, findet sich auf den Seiten der Global Wordnet Association über die auch die Arbeit an den Wortnetzen koordiniert wird. Das deutsche Wortnetz GermaNet wird an der Eberhard-Karls-Universität Tübingen aufgebaut und gepflegt.

## Struktur von Wortnetzen
Die elementare Beschreibungseinheit in einem Wortnetz ist das Konzept. Konzepte werden durch ein oder mehrere lexikalische Zeichen repräsentiert. Die bedeutungsgleichen bzw. synonymen lexikalischen Zeichen werden in synsets zusammengefasst. Beispiel:
```
{Apfelsine, Orange}
{öffnen, aufmachen}
```

Die Bedeutung eines lexikalischen Zeichens kann somit aus dessen Zugehörigkeit zu einem Synset sowie durch den Platz dieses Synsets im Netz erschlossen werden. Einige Wortnetze, z. B. GermaNet, spezifizieren die Bedeutung eines Konzepts zusätzlich durch eine Glosse und durch Verwendungsbeispiele.
Die Synsets sind durch die folgenden konzeptuellen Relationen verbunden:
- Hyperonymie – Apfelsine → Frucht bzw. Hyponymie – öffnen → aufschließen
- Meronymie – Buch → Text, Tomatensalat → Tomate bzw. Holonymie – Kaserne → Militär; Tortenboden → Torte
- Entailment – 'x bedingt y' – schnarchen → schlafen
- Causation – 'x bewirkt/verursacht y', aufmachen → aufgehen

Einzelne lexikalische Einheiten sind durch folgende lexikalisch-semantischen Relationen verbunden:
- Synonymie – bedeutungsgleiche lexikalische Einheiten werden in Synsets zusammengefasst. Damit wird indirekt die Synonymiebeziehung modelliert.
- Antonymie – aufmachen – zumachen; öffnen – schließen
- Pertonymie – diese Beziehung ist vor allem eine der Wortbildung und lässt sich mit 'Ausdruck x ist auf Ausdruck y bezogen' paraphrasieren – finanziell → Finanzen

Die Relationen der Hyperonymie / Hyponymie und der Holonymie / Meronymie schaffen hierarchische Beziehungen zwischen den vernetzten Synsets, da beide Beziehungstypen transitiv sind. Die hierarchische Organisation von Hyperonym/Hyponym entspricht dem in der Informatik verwendeten Mechanismus der Vererbung: ein Hyponym erbt die semantischen Merkmale aller übergeordneten Konzepte und fügt diesen mindestens ein Merkmal hinzu. In den meisten Wortnetzen wird auch multiple Vererbung modelliert – ein Konzept kann das Hyponym mehrerer Konzepte sein, z. B. 'Banane' → 'Südfrucht', → 'Plantagenpflanze'.
Synonymie, Antonymie und Pertonymie gruppieren die lexikalischen Einheiten.

## Sprachübergreifende Strukturen
Viele einsprachige Wortnetze sind über eine gemeinsame konzeptuelle Struktur, die durch einen Interlingual Index repräsentiert wird, miteinander vernetzt. So wird über das gemeinsame Konzept 'DRIVE' der deutsche Ausdruck fahren mit dem italienischen Ausdruck guidare und dem spanischen Ausdruck conducir vernetzt.